# Луис (окръг, Мисури)
Вижте пояснителната страница за други значения на Луис.
Окръг Луис (на английски: Lewis County) е окръг в щата Мисури, Съединени американски щати. Площта му е 1323 km², а населението - 10 494 души (2000). Административен център е село Монтиселоу.